# کوه تومورائوشی (دایستسوزان)
کوه تومورائوشی (به ژاپنی: トムラウシ山 Tomuraushi-san) یکی از کوه‌های استان هوکایدو در ژاپن است. نام این کوه در کتاب فهرست صد کوه معروف ژاپن آمده‌است. ارتفاع این کوه ۲۱۴۱ متر است. به زبان آینو جایی که گل‌های فراوان دارد معنی دارد. از ۳۰ تا ۱۰ هزار پیش کوه آتشفشانی فعال بوده‌است. در قلهٔ آن دهانهٔ آتشفشانی وجود دارد که در حال حاضر فعالیت آن متوقف شده‌است.